# Chica Elemento
Chica Elemento es una superheroína que aparece en los cómics estadounidenses publicados por DC Comics. El personaje apareció por primera vez en Metamorpho #10 (febrero de 1967), escrito por Bob Haney con dibujos de Sal Trapani. El personaje murió en la serie Sandman de Neil Gaiman en el número 20, "Façade".  Un personaje similar llamado Mujer Elemento apareció durante los eventos de Flashpoint y luego formó parte de la Liga de la Justicia en The New 52. Ambos personajes son similares en diseño a Metamorpho y tienen los mismos poderes.

## Biografía

### Chica Elemento
Urania "Rainie" Blackwell es inicialmente una espía del gobierno de los Estados Unidos. Al infiltrarse en el sindicato criminal Cyclops, Blackwell replicó el incidente que le dio a Metamorpho sus poderes y se convirtió en una entidad similar a él llamada Chica Elemento.
Element Girl trabaja con Metamorpho para destruir a Cyclops, pero no puede volver a su vida normal. Sus poderes le impiden morir normalmente, por lo que contacta a Ra y le pide que los elimine para que pueda morir. 

### Mujer Elemento
Chica Elemento aparece en la serie no canónica Wednesday Comics, escrita por Neil Gaiman.  Décadas después de su muerte, Chica Elemento regresa en la serie de 2024 Metamorpho: The Element Man, parte de la iniciativa "DC All In". 
Emily Sung, la Mujer Elemento, aparece por primera vez durante el crossover "El Trono de Atlantis" como uno de los nuevos reclutas de Cyborg para la Liga de la Justicia.
Después de los eventos de Forever Evil, Mujer Elemento se une a la Doom Patrol. 

## Poderes y habilidades
Al igual que los poderes originales de Metamorpho, Chica Elemento Girl (y Mujer Elemento) pueden transformar su cuerpo en cualquiera de los elementos que se encuentran naturalmente en el cuerpo humano, y moldearlos a voluntad. Puede cambiar el color de su cabello usando metales y puede crear rostros de silicato que se caen después de un tiempo. Ella usa los rostros como ceniceros. El personaje afirmó que una vez intentó transmutar su cuerpo en carne, pero esta experiencia terminó mal, y juró no volver a intentarlo nunca más.